# Panceta
Panceta je trajni suhomesnati proizvod dobiven soljenjem, hladnim dimljenjem, sušenjem na zraku i polaganim zrenjem mesnatijeg dijela svinjske potrbušine s kožom. U Hrvatskoj je najpoznatija dalmatinska panceta iz Zagore. Jede se sirova, narezana na manje komade, ili kao dodatak kuhanim jelima od graha, graška, svježeg i kiselog kupusa, poriluka i sl. Njome se nadijeva goveđi but za dalmatinsku pašticadu ili se dodaje u sinjske arambaše.
Talijanska pancetta (od pancia, što znači trbuh) je sličan mesni proizvod s nekoliko regionalnih varijacija: neke od njih su dimljene, neke se suše bez kože i zarolane, neke su izvana jače začinjene. 
Za razliku od većine vrsta slanine koje su ili soljene u salamuri ili toplinski obrađene parenjem ili kuhanjem, pancete su dehidrirane suhim soljenjem i prirodnim sušenjem na zraku. 